# Europsko prvenstvo gluhih u rukometu 1983.
Europsko prvenstvo gluhih u rukometu 1983. godine bilo je 3. europsko prvenstvo u športu rukometu za gluhe osobe.
Održalo se je od 26. do 28. svibnja 1983. godine u Norveškoj u Oslu.

## Sudionici
Natjecale su se ove reprezentacije: Švedska, Norveška, Italija i Njemačka.

## Završni poredak
Završni poredak.
| Momčadi |          |
| Zlato   | Švedska  |
| Srebro  | Norveška |
| Bronca  | Italija  |
| 4.      |          |

| Europski prvaci 1983. |
| --------------------- |
| Švedska Treći naslov  |